# Karina Ocasio
Karina Ocasio Clemente znana jako Malpica (ur. 1 sierpnia 1985 w Carolina) – portorykańska siatkarka, grająca na pozycji atakującej. Od stycznia 2018 roku występuje w drużynie Jakarta BNI46.
Włada trzema językami: hiszpańskim, włoskim i angielskim.
Jej siostra Sheila Ocasio, również siatkarką.

## Sukcesy klubowe
Liga Mistrzyń:
- 2004

Mistrzostwo Portoryko:
- 2007, 2014, 2015, 2016, 2017

Mistrzostwo Korei Południowej:
- 2009
- 2014

## Sukcesy reprezentacyjne
Igrzyska Ameryki Środkowej i Karaibów:
- 2010
- 2006

Puchar Panamerykański:
- 2016
- 2009

Mistrzostwa Ameryki Północnej, Środkowej i Karaibów:
- 2013, 2015

## Nagrody indywidualne
- 2008 - Najlepsza punktująca ex aequo z Kazaszką Jelena Pawłowa Światowego Turnieju Kwalifikacyjnego do Igrzysk Olimpijskich
- 2013 - Najlepsza punktująca Mistrzostw Ameryki Północnej, Środkowej i Karaibów
- 2015 - Najlepsza punktująca Igrzysk Panamerykańskich
- 2016 - Najlepsza atakująca Pucharu Panamerykańskiego